# Penicillium kewense
Penicíllium kewénse (лат.) — вид грибов-аскомицетов, относящийся к роду Пеницилл (Penicillium). Ранее это название использовалось только по отношению к конидиальной стадии гриба, а телеоморфа именовалась Eupenicíllium crustáceum.
Гомоталличный вид, образующий в культуре клейстотеции с аскоспорами.

## Описание
Колонии на агаре Чапека несколько ограниченно растущие, на 14-е сутки около 3 см в диаметре, окрашены в бежевые тона благодаря обильному появлению клейстотециев, несколько шерстистые от растущего поверх клейстотециев воздушного мицелия. Реверс коричневых тонов, необильный пигмент выделяется в среду. Конидиальное спороношение слабо выражено, заметно только у молодых колоний по краям, в голубоватых тонах. Часто выделяется неокрашенный или красноватый экссудат. На CYA колонии выделяют в среду обильный красно-коричневый пигмент.
На агаре с солодовым экстрактом (MEA) и овсяном агаре (OAT) колонии сходные с таковыми на агаре Чапека, тонкие, с обильными клейстотециями, на овсяном агаре растут несколько быстрее.
Клейстотеции яйцевидно-шаровидные, 190—280 мкм в диаметре, жёсткие, склероциевидные, созревающие от центра на 4—5-ю неделю. Аски яйцевидные, 9—10 × 6—7 мкм, восьмиспоровые. Аскоспоры широколинзовидные, 4—5 × 3—3,5 мкм, грубошероховатые, с двумя экваториальными гребнями.
Конидиеносцы трёхъярусные, часто неправильные, с примесью четырёхъярусных, гладкостенные, до 300 мкм длиной. Метулы в мутовках по 2—4, прижатые, 10—15 мкм длиной. Фиалиды 8,5—10 мкм длиной, с чётко ограниченной шейкой. Конидии почти шаровидные, гладкостенные или мелкошероховатые, 2,5—3 мкм длиной.

## Таксономия
Типовой образец LSHTM BB400 был получен из контаминации хранящейся в масле культуры Scopulariopsis brevicaulis. Ему соответствуют культуры CBS 344.61 = ATCC 18240 = NRRL 3332.
Penicillium kewense G.Sm., Trans. Brit. Myc. Soc. 44 (1): 42 (1961).

### Синонимы
- Eupenicillium crustaceum F.Ludw., 1892